# Ulrich Steinhauer
Ulrich Steinhauer, né le 13 mars 1956 à Behrenshagen en Allemagne de l'Est et mort le 4 novembre 1980 à Berlin-Est au pied du Mur de Berlin, est un soldat des troupes frontalières de la République démocratique allemande. Abattu par un camarade transfuge, il est le dernier garde est-allemand à être tué dans l'exercice de ses fonctions au Mur de Berlin. Avant lui, sept autres gardes frontaliers étaient morts en service le long du Mur, tous entre 1962 et 1968.

## Jeunesse
Le troisième de cinq enfants, Ulrich Steinhauer grandit sur la rive de la mer Baltique. Son père est employé administratif d'un entrepôt de cartons pour une entreprise publique ; sa mère est mère au foyer. Après sa scolarité, Ulrich devient apprenti charpentier, et est employé à ce titre par une entreprise à Damgarten. Jeune homme frugal et discret, il occupe ses vacances chaque année à des excursions de camping à travers l'Allemagne de l'Est.

## Service militaire et décès
En novembre 1979 il est appelé pour son service militaire, et rattaché au 40e régiment frontalier à Oranienbourg. Bien qu'il ne soit pas issu d'une famille politisée, et bien qu'il conserve un contact occasionnel avec son oncle maternel vivant en Allemagne de l'Ouest, les autorités lui font suffisamment confiance pour le poster le long de la frontière. En mai 1980 il est muté au 34e Régiment frontalier dans le nord de Berlin, et donc à la surveillance du Mur. Il ne montre aucun enthousiasme pour la tâche ; en avril il avait écrit à ses parents : « J'ai hâte d'en avoir fini avec l'armée. Dans un an, le monde me paraîtra très différent ». Il confie à sa sœur qu'il espère n'avoir jamais à faire usage de son arme.
L'après-midi du 4 novembre 1980 il est en patrouille avec un camarade nouvellement assigné au régiment, Egon B.. Peu après 16 heures, Egon B. abat Steinhauer en lui tirant dans le dos et s'enfuit, parvenant à passer à l'ouest. Steinhauer, atteint au cœur, décède avant que les secours ne lui parviennent. Egon B. se rend directement à un poste de police à Berlin-Ouest, et admet qu'il vient de tuer un collègue. Il est placé en détention. Les autorités est-allemandes demandent en vain son extradition. Egon B. prétend initialement avoir tenté de raisonner son camarade, et n'avoir tiré que lorsque Steinhauer a dégainé à son tour son arme. L'enquête démontre toutefois qu'Egon B. a tiré cinq coups très rapidement l'un après l'autre (entendus par des témoins du côté ouest), et que la balle ayant perforé le cœur de sa victime lui avait été tirée dans le dos. Il avait donc tiré sans sommation, prenant sa victime par surprise et sans pouvoir prétendre à la légitime défense. Inculpé pour meurtre, il est finalement reconnu coupable d'homicide en automne 1981 ; ayant moins de vingt-et-un ans, il est jugé par un tribunal pour jeunes accusés, et condamné à six ans de prison. Il est libéré en juin 1982. En février 1983, en appel auprès de la Cour fédérale, la peine est commuée en quatre ans et neuf mois de liberté surveillée avec mise à l'épreuve, en raison de sa sincère repentance.
Ulrich Steinhauer est promu sergent à titre posthume, et décoré par le ministre de la défense Heinz Hoffmann « pour services rendus au peuple et à la patrie ». Il est inhumé à Damgarten avec les honneurs militaires, malgré les souhaits de sa famille qui auraient préféré une cérémonie plus intime. Plusieurs rues sont rebaptisées à son nom, ainsi qu'une école et des entreprises publiques. Il est commémoré aujourd'hui comme étant l'une des victimes du Mur de Berlin, au même titre que les sept autres gardes est-allemands morts dans l'exercice de leurs fonctions auprès du Mur, et que les quelque cent-vingt-huit civils morts de diverses manières en raison du Mur.